# El Limón (Jalisco)
El Limón è un comune del Messico, situato nello stato di Jalisco, il cui capoluogo è la località omonima.